# Italiaanse parlementsverkiezingen 1996
Op 21 april 1996 werden er in Italië parlementsverkiezingen gehouden. De kiezers kozen een nieuwe Kamer van Afgevaardigden (Camera dei Deputati) (630 zetels) en Senaat (Senato della Repubblica). De verkiezingen werden gewonnen door de centrumlinkse Olijfboomcoalitie van Romano Prodi. Zijn coalitie versloeg de centrumrechtse alliantie Bundeling voor de Vrijheid van Silvio Berlusconi.

## Uitslag

### Kamer van Afgevaardigden
| Coalitie | Coalitie | Partijen | %     | Zetels (proportioneel) | Zetels (kieskringen) | Zetels (totaal) |
|          | L'Ulivo en bondgenoten (Olijfboomcoalitie)                                                                                           | Democratici di Sinistra (Linkse Democraten) Popolari per Prodi (Volk voor Prodi) - Partito Popolare Italiano (Italiaanse Volkspartij) - Südtiroler Volkspartei (Zuid-Tirolse Volkspartij) - Partito Repubblicano Italiano (Republikeinse Partij van Italië) - Unione Democratica (Unie van Democraten) - Prodi Lista Dini — Rinnovamento Italiano (Lijst Dini — Vernieuwend Italië) Democrazia e Libertà (Democratie en Vrijheid) Federazione dei Verdi (Groene Federatie) Union Valdôtaine (Unie van de Aostavallei) | 45,9% | 38                     | 251                  | 289             |
|          | Polo per le Libertà (Bundeling voor de Vrijheid)                                                                                     | Forza Italia (Kom op Italië) Alleanza Nazionale (Nationale Alliantie) Centro Cristiano Democratico — Cristiani Democratici Italiani (Centrum Christendemocraten — Christendemocratische Unie) Lega d'Azione Meridionale (Liga Zuidelijke Actie) | 39,2% | 77                     | 170                  | 247             |
|          | Lega Nord (Noordelijke Liga) | - | 9,4%  | 20                     | 39                   | 59              |
|          | Partito della Rifondazione Comunista — Alleanza dei Progressisti (Heropgerichte Communistische Partij — Alliantie van Progressieven) | - | 5,6%  | 20                     | 15                   | 35              |
| Totaal   | Totaal | |       | 155                    | 475                  | 630             |

### Senaat
| Coalitie/partij | Coalitie/partij                      | Uitgebrachte stemmen | %     | Zetels (totaal) |
| --------------- | ------------------------------------ | -------------------- | ----- | --------------- |
|                 | L'Ulivo                              | 13.444.977           | 41,2% | 157             |
|                 | Casa delle Libertà                   | 12.185.020           | 37,3% | 116             |
|                 | Lega Nord                            | 3.394.733            | 10,4% | 27              |
|                 | Partito della Rifondazione Comunista | 940.655              | 2,9%  | 10              |
|                 | Südtiroler Volkspartei               | 178.425              | 0,5%  | 2               |
|                 | Movimento Sociale - Fiamma Tricolore | 747.487              | 2,3%  | 1               |
|                 | Lista Pannella-Sgarbi                | 509.826              | 1,6%  | 1               |
|                 | Union Valdôtaine                     | 29.538               | 0,1%  | 1               |
|                 | Overigen                             | 1.193.923            | 3,7%  | -               |
| Totaal          | Totaal                               | 32.624.584           |       | 315             |

1996 · 2001 · 2006 · 2008 · 2013 · 2018 · 2022